# Bring Me Home – Live 2011
Bring Me Home – Live 2011 es un álbum en vivo de la banda británica Sade, lanzado el 22 de mayo de 2012 por el sello RCA Records. Se filmó en el Citizens Business Bank Arena en Ontario, un 4 de septiembre de 2011 durante su gira musical, Once in a Lifetime World Tour. El DVD y Blu-ray contienen 21 temas, un corto documental hecho por Stuart Matthewman, y descartes del personal. El CD que viene con el lanzamiento del DVD contiene trece pistas. Bring Me Home – Live 2011 debutó en el primer puesto en la lista Top Music Videos.

## Lista de canciones
- DVD y Blu-ray

| N.º | Título                              | Escritor(es)                                             | Duración |  |
| 1.  | «Soldier of Love»                   | Sade Adu, Andrew Hale, Stuart Matthewman, Paul S. Denman | 7:53     |  |
| 2.  | «Your Love Is King»                 | Adu, Matthewman                                          | 4:57     |  |
| 3.  | «Skin»                              | Adu, Hale, Matthewman, Denman                            | 3:57     |  |
| 4.  | «Kiss of Life»                      | Adu, Hale, Matthewman, Denman                            | 5:01     |  |
| 5.  | «Love Is Found»                     | Adu, Hale, Matthewman, Denman                            | 5:18     |  |
| 6.  | «In Another Time»                   | Adu, Hale, Matthewman                                    | 4:30     |  |
| 7.  | «Smooth Operator»                   | Adu, Ray St. John                                        | 4:30     |  |
| 8.  | «Jezebel»                           | Adu, Matthewman                                          | 6:55     |  |
| 9.  | «Bring Me Home»                     | Adu, Hale, Matthewman                                    | 4:11     |  |
| 10. | «Is It a Crime»                     | Adu, Hale, Matthewman                                    | 8:12     |  |
| 11. | «Love Is Stronger Than Pride»       | Adu, Hale, Matthewman                                    | 4:37     |  |
| 12. | «All About Our Love»                | Adu, Hale, Matthewman, Denman                            | 2:38     |  |
| 13. | «Paradise»                          | Adu, Hale, Matthewman, Denman                            | 3:55     |  |
| 14. | «Nothing Can Come Between Us»       | Adu, Matthewman, Hale                                    | 2:25     |  |
| 15. | «Morning Bird»                      | Adu, Hale, Matthewman                                    | 4:35     |  |
| 16. | «King of Sorrow»                    | Adu, Hale, Matthewman, Denman                            | 4:02     |  |
| 17. | «The Sweetest Taboo»                | Adu, Martin Ditcham                                      | 5:07     |  |
| 18. | «The Moon and the Sky»              | Adu, Hale, Matthewman                                    | 4:35     |  |
| 19. | «Pearls»                            | Adu, Hale                                                | 4:34     |  |
| 20. | «No Ordinary Love»                  | Adu, Matthewman                                          | 5:52     |  |
| 21. | «By Your Side»                      | Adu, Hale, Matthewman, Denman                            | 10:17    |  |
| 22. | «Cherish the Day»                   | Adu, Hale, Matthewman                                    | 7:17     |  |
| 23. | «How Do You Say Thank You?» (extra) |                                                          | 21:01    |  |
| 24. | «In the Trenches» (extra)           |                                                          | 6:22     |  |
| 25. | «3 Seconds» (extra)                 |                                                          | 2:45     |  |

- CD

| CD  |                                        |                               |          |  |
| N.º | Título                                 | Escritor(es)                  | Duración |  |
| 1.  | «Soldier of Love»                      | Adu, Hale, Matthewman, Denman | 6:16     |  |
| 2.  | «Skin»                                 | Adu, Hale, Matthewman, Denman | 3:57     |  |
| 3.  | «Kiss of Life»                         | Adu, Hale, Matthewman, Denman | 5:04     |  |
| 4.  | «Love Is Found»                        | Adu, Hale, Matthewman, Denman | 4:05     |  |
| 5.  | «In Another Time»                      | Adu, Hale, Matthewman         | 4:34     |  |
| 6.  | «Jezebel»                              | Adu, Matthewman               | 6:57     |  |
| 7.  | «All About Our Love»                   | Adu, Hale, Matthewman, Denman | 2:38     |  |
| 8.  | «Paradise/Nothing Can Come Between Us» | Adu, Hale, Matthewman, Denman | 6:23     |  |
| 9.  | «Morning Bird»                         | Adu, Hale, Matthewman         | 4:40     |  |
| 10. | «The Moon and the Sky»                 | Adu, Hale, Matthewman         | 4:29     |  |
| 11. | «No Ordinary Love»                     | Adu, Matthewman               | 5:50     |  |
| 12. | «By Your Side»                         | Adu, Hale, Matthewman, Denman | 4:53     |  |
| 13. | «Cherish the Day»                      | Adu, Hale, Matthewman         | 7:32     |  |

## Personal
Créditos adaptados de las notas del álbum Bring Me Home – Live 2011.
Sade
- Sade Adu – voz
- Andrew Hale – teclado
- Stuart Matthewman – guitarra, saxófono
- Paul S. Denman – bajo

Adicionales
| - Karl Vanden Bossche – percusión - Charlie Bouis – ingeniero de grabación - Roger Davies – productor del rodaje - Ian Duncan – editor digital - Lynn Jeffrey – asistente del personal - Eric Johnston – asistente del ingeniero - Grant Jue – productor del rodaje - Pete Lewinson – batería | - Tony Momrelle – voz - Sophie Muller – directora del rodaje, productora del rodaje - Mazen Murad – moderador - Andrew Nichols – asistente de la mezcla - Leroy Osbourne – flauta, guitarra, voz - Howard Page – ingeniero - Mike Pela – mezcla del audio de DVD - Ryan Waters – guitarra |

## Posicionamiento en listas
| Lista (2012)                       | Posición |
| ---------------------------------- | -------- |
| Australian Music DVD Chart         | 4        |
| Austrian Music DVD Chart           | 1        |
| Belgian Music DVD Chart (Flanders) | 3        |
| Belgian Music DVD Chart (Wallonia) | 1        |
| Czech Music DVD Chart              | 1        |
| Danish Music DVD Chart             | 5        |
| Dutch Music DVD Chart              | 2        |
| Finnish Music DVD Chart            | 1        |
| French Music DVD Chart             | 1        |
| German Music DVD Chart             | 1        |
| Hungarian Music DVD Chart          | 1        |
| Irish Music DVD Chart              | 6        |
| Italian Music DVD Chart            | 13       |
| Spanish Music DVD Chart            | 2        |
| Swedish Music DVD Chart            | 3        |
| Swiss Music DVD Chart              | 1        |
| UK Music Video Chart               | 3        |
| EE. UU Top Music Videos            | 1        |

| Lista (2012)            | Posición |
| ----------------------- | -------- |
| Czech Albums Chart      | 12       |
| German Albums Chart     | 15       |
| Hungarian Albums Chart  | 7        |
| Italian Albums Chart    | 19       |
| Japanese Albums Chart   | 83       |
| Polish Albums Chart     | 3        |
| Portuguese Albums Chart | 11       |

## Historial de lanzamientos
| País           | Día                 | Sello        |
| -------------- | ------------------- | ------------ |
| Estados Unidos | 22 de mayo de 2012  | Epic Records |
| Alemania       | 8 de junio de 2012  | Sony Music   |
| Francia        | 11 de junio de 2012 | Sony Music   |
| Países Bajos   | 11 de junio de 2012 | Sony Music   |
| Reino Unido    | 11 de junio de 2012 | RCA Records  |
| Italia         | 12 de junio de 2012 | Sony Music   |
| Japón          | 13 de junio de 2012 | Sony Music   |
| Suiza          | 13 de junio de 2012 | Sony Music   |
| Australia      | 22 de junio de 2012 | Sony Music   |